# Zurichois
Le zurichois (en zurichois Züritüütsch, [ˈt͡syɾityːt͡ʃ ] ; en allemand Zürichdeutsch) est un dialecte haut-alémanique parlé principalement dans le canton de Zurich. C'est donc aussi un dialecte du groupe paraphylétique connu sous le nom de suisse allemand.